# Xocalı (rajón)

Mapa Ázerbájdžánu s vyznačeným rajónem Xocalı

Xocalı je rajón v Ázerbájdžánu, v Náhorním Karabachu. Hlavním městem je Chodžaly.
V současné době je okupován arménským vojskem.
Stal se místem Masakru v Chodžaly během války o Náhorní Karabach v únoru 1992.